# 1400
1400. је била проста година.

## Догађаји

### Март
- 23. март — Хо Куи Ли је збацио вијетнамску династију Чан, након 175 година владавине.

## Смрти

### Фебруар
- 14. фебруар — Ричард II Плантагенет, енглески краљ (*1367)

### Мај
- 25. октобар — Џефри Чосер, енглески песник